# لمور ورزشکار اوبار
 لمور ورزشکار اوبار (نام علمی: Lepilemur hubbardorum) نام یک گونه از سرده لمورهای ورزشکار است.